# 島崎由莉香
島崎 由莉香（しまざき ゆりか、1997年3月17日 - ）は、日本の女優、女性タレント、グラビアアイドル。ベンヌ所属。

## 来歴・人物
- 2013年 第2回JUNON girls CONTEST ファイナリスト
- 2017年に週刊プレイボーイ主催のミスグラジャパ!にてグランプリに輝く[2][3]。
- 趣味は野球観戦。元雀荘店員であるため麻雀が得意。

## 出演
- テレビ朝日「クイズプレゼンバラエティー Qさま!!」 - アシスタント
- 日本テレビ「1億人の大質問!?笑ってコラえて!」待ち合わせ旅
- TBS 「林先生が驚く初耳学!」
- テレビ朝日 ミステリースペシャル「特殊犯罪課・花島渉」
- 日本テレビ「先に生まれただけの僕」